# Swedish Open 2015 - Qualificazioni singolare femminile
Le qualificazioni del singolare femminile dello Swedish Open 2015 sono state un torneo di tennis preliminare per accedere alla fase finale della manifestazione. I vincitori dell'ultimo turno sono entrati di diritto nel tabellone principale. In caso di ritiro di uno o più giocatori aventi diritto a questi sono subentrati i lucky loser, ossia i giocatori che hanno perso nell'ultimo turno ma che avevano una classifica più alta rispetto agli altri partecipanti che avevano comunque perso nel turno finale.

## Teste di serie
1. Donna Vekić (primo turno)
2. Paula Kania (ultimo turno)
3. Aljaksandra Sasnovič (primo turno)
4. Maryna Zanevs'ka (qualificata)
5. Anett Kontaveit (qualificata)
6. Stephanie Vogt (primo turno)

1. Alexa Glatch (primo turno)
2. Marina Mel'nikova (ultimo turno)
3. Alberta Brianti (ultimo turno)
4. Renata Voráčová (primo turno)
5. Laura Pous Tió (ultimo turno)
6. Ysaline Bonaventure (qualificata)

## Qualificate
1. Alizé Lim
2. Mandy Minella
3. Ysaline Bonaventure

1. Maryna Zanevs'ka
2. Anett Kontaveit
3. Arantxa Rus

## Tabellone

### Legenda
| - Q = Qualificato - WC = Wild card - LL = Lucky loser | - ALT = Alternate - SE = Special Exempt - PR = Protected Ranking | - w/o = Walkover - r = Ritirato - d = Squalificato |

### Sezione 1
|  | Primo turno | Primo turno           | Primo turno           | Primo turno | Primo turno |  |  | Ultimo turno | Ultimo turno   | Ultimo turno   | Ultimo turno | Ultimo turno |  |
|  |             |                       |                       |             |             |  |  |              |                |                |              |              |  |
|  | 1           | Donna Vekić           | Donna Vekić           | 4           | 1           |  |  |              |                |                |              |              |  |
|  |             | Alizé Lim             | Alizé Lim             | 6           | 6           |  |  |              | Alizé Lim      | Alizé Lim      | 6            | 6            |  |
|  | WC          | Jacqueline Cabaj Awad | Jacqueline Cabaj Awad | 3           | 3           |  |  | 11           | Laura Pous Tió | Laura Pous Tió | 4            | 3            |  |
|  | 11          | Laura Pous Tió        | Laura Pous Tió        | 6           | 6           |  |  |              |                |                |              |              |  |

### Sezione 2
|  | Primo turno | Primo turno     | Primo turno    | Primo turno | Primo turno |  |  | Ultimo turno | Ultimo turno  | Ultimo turno  | Ultimo turno | Ultimo turno |  |
|  |             |                 |                |             |             |  |  |              |               |               |              |              |  |
|  | 2           | Paula Kania     | Paula Kania    | 6           | 6           |  |  |              |               |               |              |              |  |
|  |             | Ellen Allgurin  | Ellen Allgurin | 3           | 4           |  |  | 2            | Paula Kania   | Paula Kania   | 1            | 3            |  |
|  |             | Mandy Minella   | 7              | 3           | 6           |  |  |              | Mandy Minella | Mandy Minella | 6            | 6            |  |
|  | 10          | Renata Voráčová | 5              | 6           | 3           |  |  |              |               |               |              |              |  |

### Sezione 3
|  | Primo turno | Primo turno          | Primo turno          | Primo turno | Primo turno |  |  | Ultimo turno | Ultimo turno        | Ultimo turno | Ultimo turno | Ultimo turno |  |
|  |             |                      |                      |             |             |  |  |              |                     |              |              |              |  |
|  | 3           | Aljaksandra Sasnovič | Aljaksandra Sasnovič | 2           | 64          |  |  |              |                     |              |              |              |  |
|  | WC          | Cornelia Lister      | Cornelia Lister      | 6           | 7           |  |  | WC           | Cornelia Lister     | 3            | 6            | 1            |  |
|  |             | Ana Vrljić           | Ana Vrljić           | 2           | 1           |  |  | 12           | Ysaline Bonaventure | 6            | 1            | 6            |  |
|  | 12          | Ysaline Bonaventure  | Ysaline Bonaventure  | 6           | 6           |  |  |              |                     |              |              |              |  |

### Sezione 4
|  | Primo turno | Primo turno       | Primo turno | Primo turno | Primo turno |  |  | Ultimo turno | Ultimo turno      | Ultimo turno      | Ultimo turno | Ultimo turno |  |
|  |             |                   |             |             |             |  |  |              |                   |                   |              |              |  |
|  | 4           | Maryna Zanevs'ka  | 6           | 3           | 6           |  |  |              |                   |                   |              |              |  |
|  |             | Conny Perrin      | 3           | 6           | 1           |  |  | 4            | Maryna Zanevs'ka  | Maryna Zanevs'ka  | 6            | 6            |  |
|  |             | Chan Yung-jan     | 6           | 3           | 64          |  |  | 8            | Marina Mel'nikova | Marina Mel'nikova | 3            | 2            |  |
|  | 8           | Marina Mel'nikova | 3           | 6           | 7           |  |  |              |                   |                   |              |              |  |

### Sezione 5
|  | Primo turno | Primo turno           | Primo turno           | Primo turno | Primo turno |  |  | Ultimo turno | Ultimo turno    | Ultimo turno | Ultimo turno | Ultimo turno |  |
|  |             |                       |                       |             |             |  |  |              |                 |              |              |              |  |
|  | 5           | Anett Kontaveit       | 6                     | 4           | 6           |  |  |              |                 |              |              |              |  |
|  | WC          | Malin Ulvefeldt       | 3                     | 6           | 3           |  |  | 5            | Anett Kontaveit | 6            | 2            | 6            |  |
|  | WC          | Kajsa Rinaldo Persson | Kajsa Rinaldo Persson | 2           | 2           |  |  | 9            | Alberta Brianti | 2            | 6            | 4            |  |
|  | 9           | Alberta Brianti       | Alberta Brianti       | 6           | 6           |  |  |              |                 |              |              |              |  |

### Sezione 6
|  | Primo turno | Primo turno       | Primo turno       | Primo turno | Primo turno |  |  | Ultimo turno | Ultimo turno      | Ultimo turno | Ultimo turno | Ultimo turno |  |
|  |             |                   |                   |             |             |  |  |              |                   |              |              |              |  |
|  | 6           | Stephanie Vogt    | Stephanie Vogt    | 4           | 4           |  |  |              |                   |              |              |              |  |
|  |             | Nastassja Burnett | Nastassja Burnett | 6           | 6           |  |  |              | Nastassja Burnett | 6            | 3            | 1            |  |
|  |             | Arantxa Rus       | 1                 | 7           | 6           |  |  |              | Arantxa Rus       | 3            | 6            | 6            |  |
|  | 7           | Alexa Glatch      | 6                 | 5           | 1           |  |  |              |                   |              |              |              |  |